# Will Geraedts
W.J.G. (Will) Geraedts (1949) is een Nederlands politicus van het CDA.
Hij is afgestudeerd in de rechten en werd in 1974 beleidsmedewerker bij het Streekgewest Weert. Een jaar later werd hij bij die organisatie adjunct-secretaris en vanaf 1980 was hij daar secretaris. In 1988 maakte hij de overstap naar het gewest Midden-Limburg waar hij aangesteld werd als eerste adjunct secretaris. In 1991 werd Geraedts wethouder van Weert en in juni 1995 volgde zijn benoeming tot burgemeester van Sevenum.
Vanaf mei 2001 was Geraedts de burgemeester van Gulpen-Wittem en na zijn eerste termijn van 6 jaar koos hij ervoor om vervroegd met pensioen te gaan.